# Ariadne (cràter)
Ariadne és un cràter d'impacte en el planeta Venus de 23,6 km de diàmetre. Porta el nom d'un antropònim grec, i el seu nom va ser aprovat per la Unió Astronòmica Internacional el 1985.
El seu pic central s'utilitza per definir el primer meridià de Venus, l'equivalent al meridià de Greenwich de la Terra.